# Babenhausen, Hessen
Babenhausen, Hessen är en stad i Landkreis Darmstadt-Dieburg i Regierungsbezirk Darmstadt i förbundslandet Hessen i Tyskland. Kommunen Babenhausen består av de 5 delområdena Hergershausen, Sickenhofen, Langstadt, Harreshausen och Harpertshausen.